# Ancharius
Ancharius es un género de peces actinopeterigios de agua dulce, distribuidos como endemismo por ríos de Madagascar.

## Especies
Existen solamente dos especies reconocidas en este género:
- Ancharius fuscus Steindachner, 1880
- Ancharius griseus Ng y Sparks, 2005